# Dům čp. 37 (Bubeneč)
Dům čp. 37 v Bubenči v Praze je zaniklý dům, který stál v ulici Gotthardská na nároží proti kostelu svatého Gottharda při cestě do Stromovky. V letech 1958–1994 byl chráněn jako nemovitá kulturní památka České republiky.

## Historie
Původně v těchto místech stála Prokopovská chalupa, která byla během třicetileté války pobořena. Majitelé pozemku, rodina Jarošova, si zde zřídili zahradu, kterou později v roce 1802 prodali staviteli a architektu Josefu Zobelovi. Ten ji vyměnil s majitelem pozemku na Cihelném vrchu Janem Dominikem, kde si poté vybudoval svoji vilu, a dle dohody postavil v Jarošovské zahradě Dominikovi stejně velký dům a přidal půdu na zahrádku - dohoda byla odsouhlasena 9. dubna 1804 a popisné číslo starého domku 37 přešlo na novou stavbu. V letech 1848–1889 dům vlastnil Tomáš Vlach, který jej přestavěl a rozšířil tak, že v něm mohlo bydlet 17 rodin.
Počátkem 90. let 20. století byla ze zchátralého objektu sejmuta památková ochrana a povolena jeho demolice s podmínkou, že bude na jeho místě vystavěna objemová replika (výstavba 1994). Dům sloužil jako kancelářská budova a byl zbořen v roce 2021. Na jeho místě byla v letech 2021–2023 postavena novostavba s novým číslem popisným.

## Popis
Patrový dům stál na nároží zalomený do tupého úhlu. Jeho průčelí bylo devítiosé. Na dvoře měl pavlače a v interiéru segmentové klenby.